# Louis VIII của Pháp
Louis VIII Sư tử (5 tháng 9 năm 1187 – 8 tháng 11 năm 1226) là vua Pháp từ năm 1223 đến năm 1226. Ông là một vị quân chủ thuộc vương tộc Capet. Louis VIII sinh ra tại thành phố Paris, Pháp và là con trai của Philippe II của Pháp và Isabelle của Hainaut. Ông cũng là bá tước của Artois từ năm 1190 khi thừa kế xứ này từ mẫu thân của mình.
Trong khi Louis VIII chỉ trị vì một thời gian ngắn trên cương vị vua của Pháp, nhưng ông vẫn là một nhà lãnh đạo tích cực trước khi lên ngôi, đặc biệt có công đã giúp cha mình là Philippe đánh bại âm mưu xâm lược của liên minh các quốc gia châu Âu thông qua hành động của ông tại cuộc bao vây Roche-au-Moine vào năm 1214. Trong cuộc Chiến tranh giữa các Nam tước thứ nhất chống lại Vua John của Anh, theo yêu cầu của một số nam tước nổi loạn ở Anh, hoàng tử Louis đã lên đường đến Anh cùng một đội quân vào ngày 14 tháng 6 năm 1216 bất chấp sự can ngăn của cha mình là Philippe và Giáo hoàng Innocent III. Ông chiếm được Winchester và sớm kiểm soát hơn một nửa vương quốc Anh. Ông được các nam tước nổi loạn ở Luân Đôn tôn xưng là "Vua nước Anh" vào ngày 2 tháng 6 năm 1216, nhưng thực tế chưa bao giờ được lên ngôi vua. Ông đã bị Đức Giáo hoàng vạ tuyệt thông, từ bỏ yêu sách của mình và cuối cùng bị người Anh thất sủng sau cái chết của Vua John. Louis sau đó đã thực hiện thành công cuộc chinh phục Guyenne vào năm 1217, để lại các vị Danh sách quân chủ Anh với vùng Gascony là thuộc địa sở hữu duy nhất còn lại của họ.
Louis là vị vua triều Capet đầu tiên ban các quyền thừa kế cho các con trai của mình trên một quy mô lớn. Ông băng hà năm 1226 và được kế vị bởi con trai là Louis IX.

## Hoàng tử Louis

### Hôn nhân
Vào mùa hè năm 1195, một cuộc hôn nhân giữa Louis và Eleanor xứ Brittany, cháu gái của Richard I của Anh đã được đề nghị cho một liên minh giữa Philip II và Richard nhưng đã không thành công. Người ta nói rằng Hoàng đế La Mã Thần thánh Henry VI đã phản đối cuộc hôn nhân và sự thất bại của nó là một dấu hiệu cho thấy Richard sẽ đặt em trai John là người thừa kế ngai vàng Anh thay vì em trai của Eleanor là Arthur xứ Brittany, người mà Richard đã chỉ định trước đó là người thừa kế giả định. Điều này dẫn đến sự xấu đi đột ngột trong quan hệ giữa Richard và Philip.
Vào ngày 23 tháng 5 năm 1200, ở tuổi 12, Louis kết hôn với Blanca de Castilla, Vương hậu Pháp, con gái của Vua Alfonso VIII của Castila và Eleanor của Anh. Cuộc hôn nhân chỉ có thể kết thúc sau cuộc đàm phán kéo dài giữa Vua Philip II của Pháp và John, chú của Blanche.

### Chiến dịch năm 1214
Năm 1214, Vua John của Anh bắt đầu chiến dịch cuối cùng để giành lại Công quốc Normandy từ Philippe II. John tỏ ra chủ quan, vì ông đã xây dựng thành công liên minh với Hoàng đế La Mã Thần thánh Otto IV, Bá tước Renaud xứ Boulogne và Bá tước Ferdinand xứ Flanders. Kế hoạch của John là chia cắt lực lượng của Philippe bằng cách đẩy về phía đông bắc từ Poitou về phía Paris. Trong khi Otto, Renaud và Ferdinand được hỗ trợ bởi Bá tước Salisbury, sẽ hành quân về phía tây nam từ Flanders. Trong khi Philip II nắm quyền chỉ huy cá nhân ở mặt trận phía bắc chống lại hoàng đế và các đồng minh của ông, ông giao cho con trai mình là Louis chỉ huy mặt trận chống lại các quý tộc nắm giữ Plantagenet ở miền Trung nước Pháp. Phần đầu tiên của chiến dịch diễn ra tốt đẹp đối với người Anh, với việc John điều động các lực lượng dưới sự chỉ huy của Hoàng tử Louis và chiếm lại quận Anjou vào cuối tháng 6. John đã bao vây lâu đài Roche-au-Moine, một thành trì quan trọng, buộc Louis phải giao chiến với đội quân lớn hơn của John. Các quý tộc Angevin tại địa phương từ chối tiến thân với nhà vua vì bị bỏ lại trong một điều gì đó bất lợi. John rút lui trở lại La Rochelle. Ngay sau đó, Philippe giành chiến thắng trong trận Bouvines tương đối khốc liệt, ở phía bắc thì chống lại Otto và các đồng minh khác của John, chấm dứt hy vọng chiếm lại Normandy của John.

### Tự xưng ngai vàng nước Anh

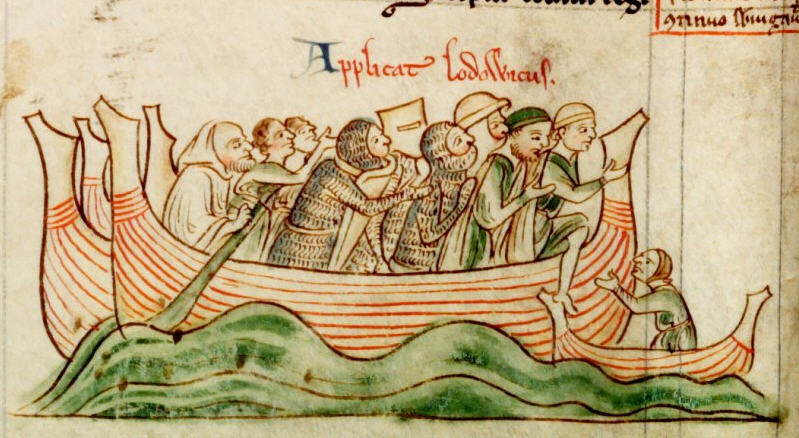
Louis của Pháp đến Anh (từ Chronica Majora, Matthew Paris, khoảng 1236–1259)

Năm 1215, các nam tước không nổi tiếng người Anh nổi dậy chống lại Vua John trong Chiến tranh Nam tước lần thứ nhất. Các nam tước đã tự dâng ngai vàng cho Hoàng tử Louis, người đã đổ bộ xuống đảo Isle of Thanet ở phía đông Kent, Anh, với tư cách là người đứng đầu một đội quân vào ngày 21 tháng 5 năm 1216. Có rất ít sự phản kháng khi hoàng tử tiến vào London, và ông được tôn xưng là Vua Louis I của nước Anh tại Nhà thờ Thánh Paul cổ với sự hào hoa và ăn mừng tuyệt vời trước sự chứng kiến của toàn thể London. Mặc dù ông không được trao vương miện, nhưng nhiều quý tộc cũng như Vua Alexander II của Scotland đã nhân danh tài sản người Anh của mình, đã tập hợp để tỏ lòng kính trọng ông.
Vào ngày 14 tháng 6 năm 1216, Louis chiếm được Winchester và nhanh chóng kiểm soát hơn một nửa vương quốc Anh. Nhưng dường như ngay khi nước Anh nằm trong tay mình, thì cái chết của Vua John vào tháng 10 năm 1216 đã khiến nhiều nam tước nổi loạn phế truất Louis để đưa con trai chín tuổi của John lên ngôi, Henry III.
Với việc Bá tước Pembroke làm nhiếp chính, lời kêu gọi người Anh "bảo vệ đất đai của chúng ta" chống lại người Pháp đã dẫn đến sự đảo ngược vận mệnh trên chiến trường. Sau khi quân đội của ông bị đánh bại trong trận Lincoln vào ngày 20 tháng 5 năm 1217 và lực lượng hải quân của ông bị đánh bại trong trận Sandwich vào ngày 24 tháng 8 năm 1217, Louis buộc phải làm hòa với các hiệp ước của Anh. Năm 1216 và 1217, Hoàng tử Louis cũng cố gắng chinh phục lâu đài Dover, nhưng không thành công.
Các điều khoản chính của Hiệp ước Lambeth là một sự ân xá cho quân nổi dậy người Anh, lời cam kết của Louis không tấn công nước Anh một lần nữa, và 10.000 Mác sẽ được trao cho Louis. Đổi lại cho khoản thanh toán này, Louis đồng ý rằng ông chưa bao giờ là vị vua hợp pháp của nước Anh.

## Vua Louis VIII

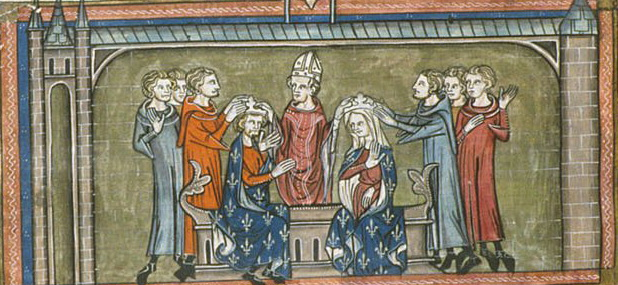
Lễ đăng quang của Louis VIII và Blanca de Castilla, Vương hậu Pháp tại Reims năm 1223, chi tiết thu nhỏ từ Grandes Chroniques de France, khoảng 1332–1350 (Thư viện quốc gia Pháp)

Louis VIII kế vị cha mình vào ngày 14 tháng 7 năm 1223. Lễ đăng quang của ông diễn ra vào ngày 6 tháng 8 cùng năm tại nhà thờ lớn ở Reims. Với tư cách là Vua, ông tiếp tục tìm cách trả thù người Angevin, chiếm giữ Poitou và Saintonge, đồng thời chiếm lại những vùng lãnh thổ này từ Plantagenet cho vương miện của nước Pháp.

### Chính sách với người Do Thái
Vào ngày 1 tháng 11 năm 1223, ông đã ban hành một sắc lệnh cấm các quan chức của mình ghi lại các khoản nợ người Do Thái, trái ngược với các chính sách do cha ông là Philippe II đặt ra. Ông còn cho họ vay nặng lãi mặc dù thời điểm này đây là hành vi bất hợp pháp đối với các tín đồ đạo Đấng Ki-tô. Theo luật của Giáo hội, nó được coi là một hành vi trái ngược trong đó mọi người trục lợi từ sự bất hạnh của người khác (như cờ bạc) và bị trừng phạt bằng cách vạ tuyệt thông, một hình phạt rất nghiêm khắc. Vì người Do Thái không theo đạo Thiên Chúa, họ không thể bị vạ tuyệt thông và do đó rơi vào vùng xám hợp pháp mà những người cai trị thế tục đôi khi sẽ khai thác bằng cách cho phép (hoặc yêu cầu) người Do Thái cung cấp các dịch vụ cho vay nặng lãi, thường là vì lợi ích cá nhân cho người cai trị thế tục và khiến họ bất mãn vấn đề pháp lý này, vốn là nguyên nhân thường xuyên gây xích mích trong các tòa án Nhà thờ và Tiểu bang. Lệnh cấm của Louis VIII là một nỗ lực nhằm giải quyết vấn đề pháp lý này, đây là nguồn gốc liên tục của xích mích trong các tòa án Nhà thờ và Bang.
26 nam tước đã chấp nhận điều này, nhưng Theobald IV, Bá tước xứ Champagne có quyền lực nhất thì không, vì ông đã có một thỏa thuận với người Do Thái để đảm bảo ông có thêm thu nhập thông qua thuế. Theobald IV sẽ trở thành một lực lượng đối lập chính đối với sự thống trị của triều Capet, và sự thù địch của ông đã được thể hiện dưới thời trị vì của Louis VIII. Ví dụ, trong cuộc bao vây Avignon, ông ta chỉ thực hiện nghĩa vụ tối thiểu là 40 ngày và bỏ về nhà vì tội phản bội.

### Cuộc Thập tự chinh và Chinh phục Languedoc của người Albigensian

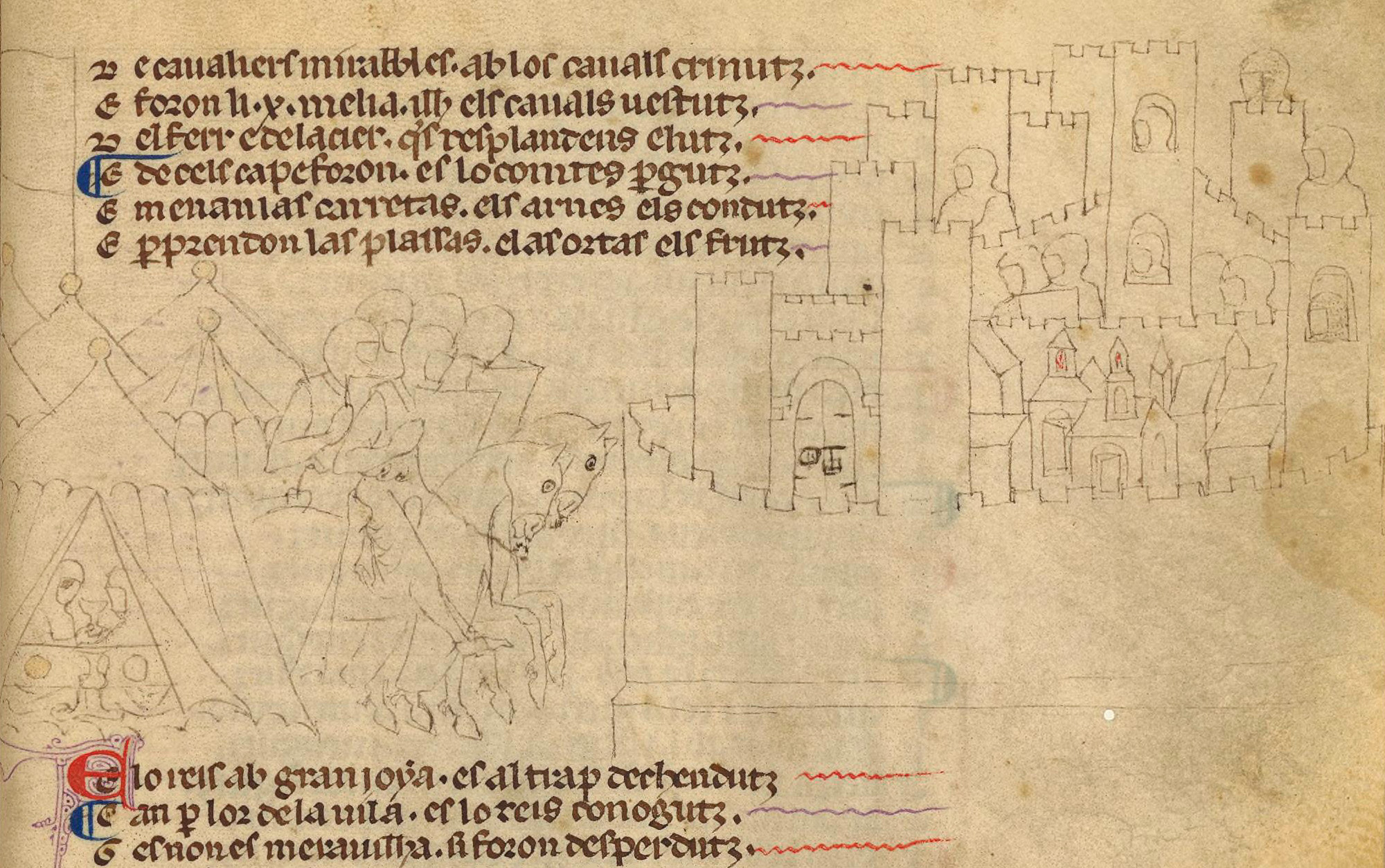
Sự vây bắt Marmande bởi Louis VIII trong trong cuộc Thập tự chinh Albigensian năm 1219. Bản thảo của William xứ Tudela và người liên tục ẩn danh, Bài hát cuộc thập tự chinh của người Albigensia, bản vẽ bằng mực, Pháp, thế kỷ 13.

Cuộc Thập tự chinh của người Albigensian bắt đầu vào năm 1209, bề ngoài thì mang cớ chống lại những người Cathars ở miền nam nước Pháp và đặc biệt là Languedoc, nhưng thực chất nó sớm trở thành một cuộc cạnh tranh giữa các lãnh chúa của miền bắc nước Pháp và những lãnh chúa của Occitania ở miền nam. Giai đoạn đầu tiên từ năm 1209 đến năm 1215 khá thành công đối với các lực lượng phía bắc, nhưng sau đó là một loạt các cuộc nổi dậy địa phương từ năm 1215 đến năm 1225 đã làm mất đi nhiều thành quả trước đó. Sau đó là việc bắt giữ Avignon và Languedoc.
Vào năm 1225, hội đồng Bourges đã ra lệnh vạ tuyệt thông Bá tước xứ Toulouse, Raymond VII, và tuyên bố một cuộc thập tự chinh mới chống lại các nam tước miền nam. Louis hài lòng làm mới cuộc xung đột để thực thi quyền hoàng gia của mình. Roger Bernard Đại đế, Bá tước Foix đã cố gắng giữ hòa bình, nhưng nhà vua từ chối sứ quán của ông và các bá tước Foix và Toulouse đã cầm vũ khí chống lại ông.
Louis VIII đứng đầu cuộc thập tự chinh mới. Quân đội của ông tập hợp tại Bourges vào tháng 5 năm 1226. Mặc dù số lượng chính xác của quân đội hiện tại là không rõ, nhưng chắc chắn đây là lực lượng lớn nhất từng được gửi đến chống lại Cathars. Chiến dịch bắt đầu vào tháng 6 năm 1226. Quân Thập tự chinh đánh chiếm thêm một lần nữa các thị trấn Béziers, Carcassonne, Beaucaire và Marseille, lần này không có sự kháng cự nào. Tuy nhiên, Avignon, trên danh nghĩa dưới sự cai trị của hoàng đế Đức, đã kháng cự, từ chối mở cửa cho quân Pháp. Không muốn xông vào các bức tường thành kiên cố của thị trấn, Louis quyết định bao vây. Một cuộc tấn công trực diện vào tháng Tám đã bị đánh trả quyết liệt. Cuối cùng, vào đầu tháng 9, thị trấn đầu hàng, đồng ý trả 6.000 mác và phá hủy các bức tường của chính mình.

### Qua đời
Trong khi trở về Paris, Vua Louis VIII bị bệnh kiết lỵ và qua đời vào ngày 8 tháng 11 năm 1226 tại Château de Montpensier, Auvergne.
Vương cung thánh đường Thánh Denis ngay phía bắc của Paris có lăng mộ của Louis VIII. Con trai của ông, Louis IX, kế vị ngai vàng của ông. Vương hậu Blanche kết thúc cuộc thập tự chinh ở phía nam vào năm 1229.

## Gia phả
| \| \| \| \| \| \| \| \| \| \| \| 8. Louis VI của Pháp \| \| \| \| \| \| \| \| \| \| \| \| \| \| \| \| \| \| \| \| \| \| \| \| \| \| \| \| \| \| \| \| \| \| \| \| \| \| \| \| \| \| \| \| \| \| \| \| \| \| \| 4. Louis VII của Pháp \| \| \| \| \| \| \| \| \| \| \| \| \| \| \| \| \| \| \| \| \| \| \| \| \| \| \| \| \| \| \| \| \| \| \| \| \| \| \| \| \| \| \| \| \| \| \| \| \| \| \| \| \| \| \| \| \| \| \| \| 9. Adelaide xứ Savoy \| \| \| \| \| \| \| \| \| \| \| \| \| \| \| \| \| \| \| \| \| \| \| \| \| \| \| \| \| \| \| \| \| \| \| \| \| \| \| \| \| \| \| \| \| \| \| \| \| \| \| \| \| \| \| \| \| \| \| \| 2. Philippe II của Pháp \| \| \| \| \| \| \| \| \| \| \| \| \| \| \| \| \| \| \| \| \| \| \| \| \| \| \| \| \| \| \| \| \| \| \| \| \| \| \| \| \| \| \| \| \| \| \| \| \| \| \| \| \| \| \| \| \| \| \| \| 10. Thibaut II xứ Champagne [1] \| \| \| \| \| \| \| \| \| \| \| \| \| \| \| \| \| \| \| \| \| \| \| \| \| \| \| \| \| \| \| \| \| \| \| \| \| \| \| \| \| \| \| \| \| \| \| \| \| \| \| \| \| \| \| \| \| \| \| \| 5. Adela xứ Champagne \| \| \| \| \| \| \| \| \| \| \| \| \| \| \| \| \| \| \| \| \| \| \| \| \| \| \| \| \| \| \| \| \| \| \| \| \| \| \| \| \| \| \| \| \| \| \| \| \| \| \| \| \| \| \| \| \| \| \| \| 11. Mathilde xứ Kärnten \| \| \| \| \| \| \| \| \| \| \| \| \| \| \| \| \| \| \| \| \| \| \| \| \| \| \| \| \| \| \| \| \| \| \| \| \| \| \| \| \| \| \| \| \| \| \| \| \| \| \| \| \| \| \| \| \| \| \| \| 1. Louis VIII của Pháp \| \| \| \| \| \| \| \| \| \| \| \| \| \| \| \| \| \| \| \| \| \| \| \| \| \| \| \| \| \| \| \| \| \| \| \| \| \| \| \| \| \| \| \| \| \| \| \| \| \| \| \| \| \| \| \| \| \| \| \| 12. Baldwin IV, Bá tước xứ Hainaut \| \| \| \| \| \| \| \| \| \| \| \| \| \| \| \| \| \| \| \| \| \| \| \| \| \| \| \| \| \| \| \| \| \| \| \| \| \| \| \| \| \| \| \| \| \| \| \| \| \| \| \| \| \| \| \| \| \| \| \| 6. Baldwin V, Bá tước xứ Hainaut \| \| \| \| \| \| \| \| \| \| \| \| \| \| \| \| \| \| \| \| \| \| \| \| \| \| \| \| \| \| \| \| \| \| \| \| \| \| \| \| \| \| \| \| \| \| \| \| \| \| \| \| \| \| \| \| \| \| \| \| 13. Alice xứ Namur \| \| \| \| \| \| \| \| \| \| \| \| \| \| \| \| \| \| \| \| \| \| \| \| \| \| \| \| \| \| \| \| \| \| \| \| \| \| \| \| \| \| \| \| \| \| \| \| \| \| \| \| \| \| \| \| \| \| \| \| 3. Isabella xứ Hainault \| \| \| \| \| \| \| \| \| \| \| \| \| \| \| \| \| \| \| \| \| \| \| \| \| \| \| \| \| \| \| \| \| \| \| \| \| \| \| \| \| \| \| \| \| \| \| \| \| \| \| \| \| \| \| \| \| \| \| \| 14. Thierry, Bá tước xứ Flanders \| \| \| \| \| \| \| \| \| \| \| \| \| \| \| \| \| \| \| \| \| \| \| \| \| \| \| \| \| \| \| \| \| \| \| \| \| \| \| \| \| \| \| \| \| \| \| \| \| \| \| \| \| \| \| \| \| \| \| \| 7. Margaret I, Nữ bá tước xứ Flanders \| \| \| \| \| \| \| \| \| \| \| \| \| \| \| \| \| \| \| \| \| \| \| \| \| \| \| \| \| \| \| \| \| \| \| \| \| \| \| \| \| \| \| \| \| \| \| \| \| \| \| \| \| \| \| \| \| \| \| \| 15. Sibylla xứ Anjou [2] \| \| \| \| \| \| \| \| \| \| \| \| \| \| \| \| \| \| \| \| \| \| \| \| \| \| \| \| \| \| \| \| \| \| \| \| \| \| \| \| \| \| \|[1] Theobald II, Count of Champagne was the son of Adela of Normandy, therefore maternal grandson of William the Conqueror. [2] Sibylla of Anjou was the sister of Geoffrey Plantagenet, Count of Anjou, therefore paternal aunt of Henry II of England. |                                       |  |  |  |  |  |  |  |  |                      |  |  |  |
| |                                       |  |  |  |  |  |  |  |  | 8. Louis VI của Pháp |  |  |  |
| |                                       |  |  |  |  |  |  |  |  |                      |  |  |  |
| |                                       |  |  |  |  |  |  |  |  |                      |  |  |  |
| |                                       |  |  |  |  |  |  |  |  |                      |  |  |  |
| | 4. Louis VII của Pháp                 |  |  |  |  |  |  |  |  |                      |  |  |  |
| |                                       |  |  |  |  |  |  |  |  |                      |  |  |  |
| |                                       |  |  |  |  |  |  |  |  |                      |  |  |  |
| |                                       |  |  |  |  |  |  |  |  |                      |  |  |  |
| | 9. Adelaide xứ Savoy                  |  |  |  |  |  |  |  |  |                      |  |  |  |
| |                                       |  |  |  |  |  |  |  |  |                      |  |  |  |
| |                                       |  |  |  |  |  |  |  |  |                      |  |  |  |
| |                                       |  |  |  |  |  |  |  |  |                      |  |  |  |
| | 2. Philippe II của Pháp               |  |  |  |  |  |  |  |  |                      |  |  |  |
| |                                       |  |  |  |  |  |  |  |  |                      |  |  |  |
| |                                       |  |  |  |  |  |  |  |  |                      |  |  |  |
| |                                       |  |  |  |  |  |  |  |  |                      |  |  |  |
| | 10. Thibaut II xứ Champagne [1]       |  |  |  |  |  |  |  |  |                      |  |  |  |
| |                                       |  |  |  |  |  |  |  |  |                      |  |  |  |
| |                                       |  |  |  |  |  |  |  |  |                      |  |  |  |
| |                                       |  |  |  |  |  |  |  |  |                      |  |  |  |
| | 5. Adela xứ Champagne                 |  |  |  |  |  |  |  |  |                      |  |  |  |
| |                                       |  |  |  |  |  |  |  |  |                      |  |  |  |
| |                                       |  |  |  |  |  |  |  |  |                      |  |  |  |
| |                                       |  |  |  |  |  |  |  |  |                      |  |  |  |
| | 11. Mathilde xứ Kärnten               |  |  |  |  |  |  |  |  |                      |  |  |  |
| |                                       |  |  |  |  |  |  |  |  |                      |  |  |  |
| |                                       |  |  |  |  |  |  |  |  |                      |  |  |  |
| |                                       |  |  |  |  |  |  |  |  |                      |  |  |  |
| | 1. Louis VIII của Pháp                |  |  |  |  |  |  |  |  |                      |  |  |  |
| |                                       |  |  |  |  |  |  |  |  |                      |  |  |  |
| |                                       |  |  |  |  |  |  |  |  |                      |  |  |  |
| |                                       |  |  |  |  |  |  |  |  |                      |  |  |  |
| | 12. Baldwin IV, Bá tước xứ Hainaut    |  |  |  |  |  |  |  |  |                      |  |  |  |
| |                                       |  |  |  |  |  |  |  |  |                      |  |  |  |
| |                                       |  |  |  |  |  |  |  |  |                      |  |  |  |
| |                                       |  |  |  |  |  |  |  |  |                      |  |  |  |
| | 6. Baldwin V, Bá tước xứ Hainaut      |  |  |  |  |  |  |  |  |                      |  |  |  |
| |                                       |  |  |  |  |  |  |  |  |                      |  |  |  |
| |                                       |  |  |  |  |  |  |  |  |                      |  |  |  |
| |                                       |  |  |  |  |  |  |  |  |                      |  |  |  |
| | 13. Alice xứ Namur                    |  |  |  |  |  |  |  |  |                      |  |  |  |
| |                                       |  |  |  |  |  |  |  |  |                      |  |  |  |
| |                                       |  |  |  |  |  |  |  |  |                      |  |  |  |
| |                                       |  |  |  |  |  |  |  |  |                      |  |  |  |
| | 3. Isabella xứ Hainault               |  |  |  |  |  |  |  |  |                      |  |  |  |
| |                                       |  |  |  |  |  |  |  |  |                      |  |  |  |
| |                                       |  |  |  |  |  |  |  |  |                      |  |  |  |
| |                                       |  |  |  |  |  |  |  |  |                      |  |  |  |
| | 14. Thierry, Bá tước xứ Flanders      |  |  |  |  |  |  |  |  |                      |  |  |  |
| |                                       |  |  |  |  |  |  |  |  |                      |  |  |  |
| |                                       |  |  |  |  |  |  |  |  |                      |  |  |  |
| |                                       |  |  |  |  |  |  |  |  |                      |  |  |  |
| | 7. Margaret I, Nữ bá tước xứ Flanders |  |  |  |  |  |  |  |  |                      |  |  |  |
| |                                       |  |  |  |  |  |  |  |  |                      |  |  |  |
| |                                       |  |  |  |  |  |  |  |  |                      |  |  |  |
| |                                       |  |  |  |  |  |  |  |  |                      |  |  |  |
| | 15. Sibylla xứ Anjou [2]              |  |  |  |  |  |  |  |  |                      |  |  |  |
| |                                       |  |  |  |  |  |  |  |  |                      |  |  |  |
| |                                       |  |  |  |  |  |  |  |  |                      |  |  |  |

## Hôn nhân và hậu duệ
Vào ngày 23 tháng 5 năm 1200, ở tuổi 12, Louis kết hôn với Blanca de Castilla, Vương hậu Pháp (4 tháng 3 năm 1188 - 26 tháng 11 năm 1252). Họ có mười ba người con:
1. Blanche (1205, chết ngay sau sinh).[13]
2. Philip (9 tháng 9 năm 1209 - 30 tháng 6 năm 1218), hứa hôn vào tháng 7 năm 1215 với Agnes xứ Donzy, nhưng người này kết hôn với Guy II của Saint-Pol.
3. Alphonse (26 tháng 1 năm 1213, chết ngay sau sinh), sinh đôi của John.
4. John (26 tháng 1 năm 1213, chết ngay sau sinh), sinh đôi của Alphonse.
5. Louis (Poissy, 25 tháng 4 năm 1214 – 25 tháng 8 năm 1270, Tunis), Vua Pháp, kế vị vua cha.
6. Robert (25 tháng 9 năm 1216 - 9 tháng 2 năm 1250, bị giết trong chiến đấu, Mansoura, Ai Cập), Bá tước xứ Artois.
7. Philip (20 tháng 2 năm 1218 – 1220)
8. John Tristan (21 July 1219 – 1232), Count of Anjou and Maine; betrothed in March 1227 to Yolande of Brittany.
9. Alphonse (Poissy, 11 tháng 11 năm 1220 - 21 tháng 8 năm 1271, Corneto), Bá tước Poitou và Auvergne, và bá tước với tư cách hôn nhân của Toulouse.
10. Philip Dagobert (20 tháng 2 năm 1222 – 1232).
11. Isabelle (16 tháng 3 năm 1224[14] – 23 tháng 2 năm 1270).
12. Stephen (31 tháng 12 năm 1225[15] – 21 tháng 2 năm 1227[16]).
13. Charles (21 tháng 3 năm 1227 – 7 tháng 1 năm 1285), Bá tước xứ Anjou và Maine, Bá tước xứ Provence và Forcalquier với tư cách hôn nhân, vua của Sicily.